# Xã Benton, Quận Keokuk, Iowa
Xã Benton (tiếng Anh: Benton Township) là một xã thuộc quận Keokuk, tiểu bang Iowa, Hoa Kỳ. Năm 2010, dân số của xã này là 972 người.